# Andrews County
Andrews County är ett administrativt område i delstaten Texas, USA, med 14 786 invånare (2010). Den administrativa huvudorten (county seat) är Andrews.
Enligt United States Census Bureau har countyt en total area på 3 888 km². 3 888 km² av den arean är land och 0 km² är vatten.
Andrews County gränsar i norr till Gaines County, i öst till Martin County, i sydost till Midland County, i syd till Ector County, i sydväst till Winkler County och i väst till Lea County, New Mexico.